# Siphanta granulicollis
Siphanta granulicollis är en insektsart som först beskrevs av Stsl 1859.  Siphanta granulicollis ingår i släktet Siphanta och familjen Flatidae. Inga underarter finns listade i Catalogue of Life.